# Andahuaylas (província)
Andahuaylas é uma província do Peru localizada na região de Apurímac. Sua capital é a cidade de Andahuaylas.

## Distritos da província
- Andahuaylas
- Andarapa
- Chiara
- Huancarama
- Huancaray
- Huayna
- Kaquiabamba
- Kishuara
- Pacobamba
- Pacucha
- Pampachiri
- Pomacocha
- San Antonio de Cachi
- San Jeronimo
- San Miguel de Chaccrampa
- Santa Maria de Chicmo
- Talavera
- Tumay Huaraca
- Turpo